# Культурно-просветительный центр «Дагестан»
Культурно-Просветительный Центр Дагестан, сокр. КПЦД — региональная общественная организация, объединение дагестанцев в Санкт-Петербурге, крупнейшая молельная комната на Васильевском острове.

## История
В Санкт-Петербурге проживает по разным данным от 40 до 70 тысяч этнических дагестанцев. В начале 2000-х годов мусульмане-дагестанцы основали несколько молельных комнат в Санкт-Петербурге. Впоследствии появилась необходимость в создании центра, который мог бы объединить религию и образование, дать возможность мусульманам Санкт-Петербурга получать духовное образование и воспитание в одном месте, а также собираться на коллективные молитвы, мавлиды. В результате был образован Культурно-Просветительный Центр Дагестан, где удалось воплотить эти идеи в жизнь.

## Здание
Здание центра расположено на Васильевском острове, на улице Беринга, дом 23, корпус 3 (вблизи станции метро Приморская).
На 1-м этаже расположена молельная комната. В ней проводятся ежедневные пятикратные молитвы, пятничная молитва, намазы таравих, а также мавлиды в месяц Раби аль-авваль. Вместимость — 500 человек.
2-й этаж предназначен для женщин и имеет два входа (из основного зала и с улицы). По пятницам и праздничным дням — место для намаза мужчин. Также там есть комната для детей, кинотеатр на 20 человек.
На 3-м этаже здания проводятся языковые курсы: изучение русского, английского, арабского и языков народов Дагестана. Также в программе деятельности центра — изучение истории и культуры республики, обучение детей кулинарному искусству, ведению домашнего хозяйства, религиозным канонам и обрядам.
Вход в молельную комнату осуществляется со двора.
В здании центра имеются оборудованные классы, кинотеатр, детские комнаты, библиотека, читальный зал.
Во время поста месяца Рамадан для всех желающих проводят Ифтар и Сухур.

## Деятельность
В программу работы Культурно-Просветительного Центра Дагестан входят образовательная, научная, просветительская, а также религиозная деятельность.
В центре проходят курсы:
- Аварского языка
- Лезгинского языка
- Английского языка
- Арабского языка
- Чтения Корана

При поддержке центра создан аварско-русский онлайн-словарь avar.me.
Содружество Молодёжи Дагестана регулярно проводит лекции, конкурсы и собрания молодёжи Санкт-Петербурга.
В молельной комнате проходят все фард и суннат намазы.
Каждый год в месяц Раби аль-авваль проводят мавлиды.
В месяц Рамадан проводят Ифтар и Сухур, а также совершают намазы таравих.
Женское общество центра проводит регулярные встречи, мавлиды, обмениваются опытом.
Имам молельной комнаты проводит обряды никах и другие. Ведет просветительскую деятельность, разъясняет сложные моменты людям, которые обращаются за советом.
Газета «Ассалам» в Санкт-Петербурге распространяется при поддержке центра.

## Имамы молельной комнаты
Молельная комната работает в соответствии с Духовным управлением мусульман Санкт-Петербурга и Духовным управлением мусульман Дагестана.
- Гамзатов Зайнулла Шарипович (2012 — н.в.) — родился в 1972 году в селении Гергебиль в Гергебельском районе Дагестана. В 1987 году окончил среднюю школу. После школы брал уроки у Алихаджи аль-Аймаки и Ахмадхаджиева Муххаммада. С 1990 по 1992 проходил службу в армии. 1992—1993 брал уроки у ИдрисХажи. С 1993 по 1999 учился в университете Фатх аль-Ислами в Сирии, город Дамаск. Параллельно проходил обучение в Шариатском филиале при Дамасском Университете. Также во время учёбы в университете брал уроки у Низал Раши Хасанкари. В 1999 году вернулся в Дагестан и с тех пор работает преподавателем Исламских наук. С 1999 по 2003 работал в Медресе Гергебиля, с 2004 по 2012 работал в Дагестанском Исламском Университете. Также с 2006 по 2012 год являлся сотрудником Канонического отдела Духовного Управления Мусульман Дагестана. В 2012 году направлен Духовным Управлением Мусульман Дагестана в Санкт-Петербург работать имамом. Является специалистом по Шафиитскому мазхабу и Ханафитскому мазхабу.